# Spaans Challenge Open 2011
Het Spaans Challenge Open heet sinds 2009 officieel het Fred Olsen Challenge de España. Het wordt in 2011 van 29 september tot 2 oktober op de Tecina Golf op de Canarische Eilanden gespeeld. Het prijzengeld is € 150.000, de winnaar van 2010, Alvaro Velasco, speelde in 2011 op de Europese PGA Tour.

## Verslag

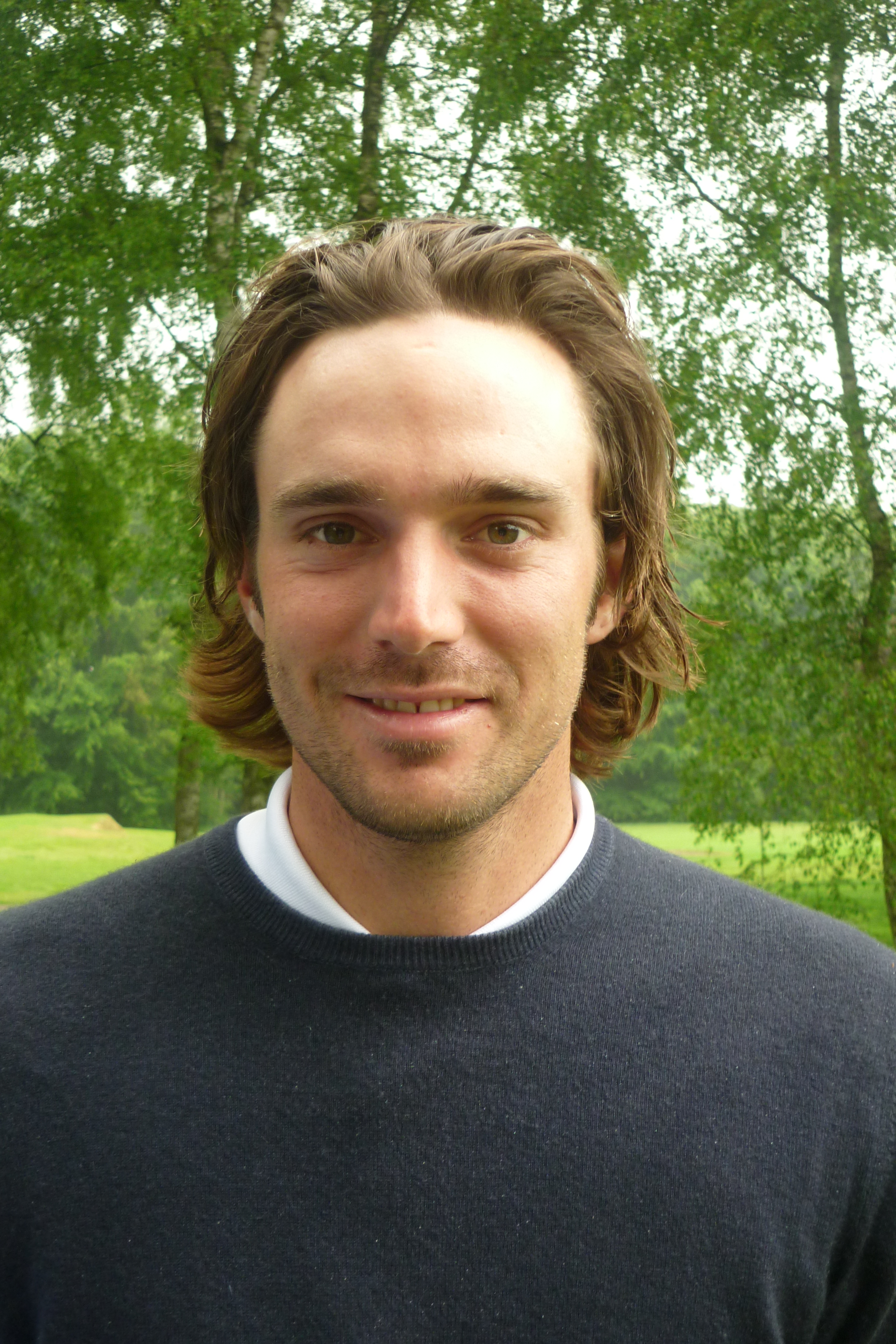
Meitinger scoorde 62

De eerste ronde heeft meteen een nieuw baanrecord opgeleverd: Nicolas Meitinger, die in mei zijn eerste overwinning behaalde,  en vijf uren later ook Christophe Brazillier maakten op Tecina een ronde van 62, dat is 9 onder par. De Nederlandse resultaten vielen tegen, zij bleven boven par. De gebroeders Relecom deden het beter, Jean had -2 en Pierre had -4.
Ronde 2 produceerde twee nieuwe leider, de Italiaan Alessandro Tadini, die al drie keer op de Challenge Tour won, en Engelsman Matthew Cryer, die zijn eerste overwinning nog moet behalen. Datzelfde geldt voor Matthew Baldwin en Lloyd Kennedy, die samen aan de leiding stonden ronde 3.
De laatste ronde eindigde in een play-off tussen Julien Guerrier en Matthew Baldwin. Op de derde extra hole won de 25-jarige Baldwin, het was zijn eerste zege op de Challenge Tour.
- Leaderboard

| Speler                | Ronde 1 | Ronde 1 | Nr   | Ronde 2 | Ronde 2 | Nr  | Nr   | Ronde 3 | Ronde 3 | Totaal | Nr  | Ronde 4 | Ronde 4 | Totaal | Nr  |
| --------------------- | ------- | ------- | ---- | ------- | ------- | --- | ---- | ------- | ------- | ------ | --- | ------- | ------- | ------ | --- |
| Matthew Baldwin       | 63      | -8      | 2    | 67      | -4      | -12 | T    | 65      | -6      | -18    | 1   | 68      | -3      | -21    | 1   |
| Julien Guerrier       | 66      | -5      |      | 65      | -6      | -11 | T8   | 67      | -4      | -15    | T7  | 65      | -6      | -21    | 2   |
| Pierre Relecom        | 67      | -4      | T23  | 64      | -7      | -11 | T8   | 66      | -5      | -16    | T5  | 67      | -4      | -20    | T3  |
| Lloyd Kennedy         | 63      | -8      | 2    | 66      | -5      | -13 | T3   | 66      | -5      | -18    | 1   | 69      | -2      | -20    | T3  |
| Alessandro Tadini     | 65      | -6      | T    | 63      | -8      | -14 | T1   | 68      | -3      | -17    | 4   | 68      | -3      | -20    | T3  |
| Matthew Cryer         | 64      | -7      | T    | 64      | -7      | -14 | T1   | 70      | -1      | -15    | T7  | 68      | -3      | -18    | T7  |
| Nicolas Meitinger     | 62      | -9      | T1   | 67      | -4      | -13 | T3   | 68      | -3      | -16    | T5  | 69      | -2      | -18    | T7  |
| Christophe Brazillier | 62      | -9      | T1   | 67      | -4      | -13 | T3   | 70      | -1      | -14    | T11 | 71      | par     | -14    | T25 |
| Jean Relecom          | 69      | -2      | T50  | 73      | +2      | par | T92  | MC      |         |        |     |         |         |        |     |
| Jurrian van der Vaart | 72      | +1      | T95  | 71      | par     | +1  | T92  | MC      |         |        |     |         |         |        |     |
| Tim Sluiter           | 77      | +6      | T123 | 69      | -2      | +4  | T110 | MC      |         |        |     |         |         |        |     |

| Leider |  | Toernooirecord |  | MC = missed cut = cut gemist |  | WD = withdrawn = teruggetrokken |

## Spelers
| - Carlos Aguilar - Antti Ahokas - Bjorn Åkesson - HP Bacher - Matthew Baldwin - Greg Baumann - Sion E Bebb - Adrien Bernadet - Lucas Bjerregaard - Knut Borsheim - André Bossert - Juan Antonio Bragulat - Christophe Brazillier - Daniel Brooks - Alessio Bruschi - Jorge Campillo - Gabriel Cañizares - Francisco Cea - Baptiste Chapellan - Luis Claverie - Julien Clément - Moises Cobo - Javi Colomo - Matthew Cryer - Pol De Aviles - Eduardo De la Riva - Raphaël de Sousa - Gavin Dear - Pablo Del Grosso - Matteo Delpodio - Daniel Denison - Chris Doak | - Jack Doherty - Agustin Domingo - Paul Dwyer - Pelle Edberg - Jamie Elson - Klas Eriksson - Joaquin Estevez - Ben Evans - Matt Evans - James Ferraby - Tyrone Ferreira - Charlie Ford - Alastair Forsyth - Carlos García Simarro - Jordi García - Lluis García - Sebi García - Alfredo Garcia Heredia - Philip Golding - Branden Grace - Julien Grillon - Julien Guerrier - Anders Schmidt Hansen - Andreas Hartø - James Heath - Nuno Henriques - James Hepworth - Rasmus Hjelm - Garry Houston - Sam Hutsby - Grant Jackson - Lasse Jensen | - Andrew Johnston - Peter Kaense - Niall Kearney - Lloyd Kennedy - Espen Kofstad - Joakim Lagergren - Marcus Larsson - Craig Lee - Jesus Legarrea - Trent Leon - José-Filipe Lima - Chris Lloyd - Gary Lockerbie - Daniel Lokke - Nunzio Daniele Lombardi - Jose Lorca - Michael Lorenzo-Vera - Callum MacAulay - Andrea Maestroni - Andrew Marshall - Andrew McArthur - Nick McCarthy - Mark McGeehan - Jamie McLeary - Nicolas Meitinger - Jamie Moul - Gary Murphy - Henrik Norlander - Juan Olmedo - Pedro Oriol - Marcus Palm - Jason Palmer | - Andrea Pavan - Andrea Perino - Sandro Piaget - Julien Quesne - Berni Reiter - Jean Relecom - Pierre Relecom - Victor Riu - James Robinson - Carlos Rodiles - José Manuel Rodriguez - Elliot Saltman - Ricardo Santos - Tim Sluiter - Anthony Snobeck - Matthew Southgate - Carl Suneson - Alessandro Tadini - Andrew Tampion - Steven Tiley - Inigo Urquizu - Jurrian van der Vaart - Francis Valera - Daniel Vancsik - Sam Walker - Leif Westerberg - Tom Whitehouse - Olly Whiteley - Robin Wingardh - Julio Zapata |